# Hovedissen
Hovedissen ist der Name von Gut Hovedissen in der Gemeinde Leopoldshöhe im Kreis Lippe in Nordrhein-Westfalen sowie einer alten lippischen Bauerschaft, die dieses Gut umgab. Ab Mitte des 19. Jahrhunderts bis 1921 bestand im Freistaat Lippe eine eigenständige Gemeinde Hovedissen.

## Gemeinde Hovedissen
Die Geschichte des Ortes Hovedissen ist eng der des Gutes verbunden. 
Seit der Mitte des 19. Jahrhunderts bestand die Gemeinde Hovedissen im Verwaltungsamt Schötmar des Fürstentums Lippe, die aus der gleichnamigen Bauerschaft hervorgegangen war.
Zur Gemeinde gehörten die Orte und Wohnplätze Ehrdissen, Evenhauserholz, Hakenheide, Heipke, Hovedissen, Krentrup, Krentruperhagen, Leopoldshöhe, Moshagen, Räkerbrink, Rosenhagen, Schuckenbaum, Schuckenhof und Tannenkrug.
Am 1. September 1921 wurde die Gemeinde Hovedissen aufgelöst und auf die neuen Gemeinden Krentrup, Leopoldshöhe und Schuckenbaum aufgeteilt. Die Gemeinden Krentrup und Schuckenbaum wurden am 1. Januar 1969 in die Gemeinde Leopoldshöhe eingegliedert.
Einwohnerentwicklung
| Jahr | Einwohner | Quelle |
| ---- | --------- | ------ |
| 1875 | 1505      | [ 2 ]  |
| 1882 | 1554      | [ 3 ]  |
| 1898 | 1797      | [ 4 ]  |
| 1911 | 1865      | [ 1 ]  |